# Szalmia
Szalmia (deutsch: Schalmey, früher auch Schalmei) ist ein Dorf im Powiat Braniewski (Kreis Braunsberg) in der polnischen Woiwodschaft Ermland-Masuren. Es ist der Verwaltungseinheit Gmina Płoskinia (Landgemeinde Plaßwich) zugeordnet.

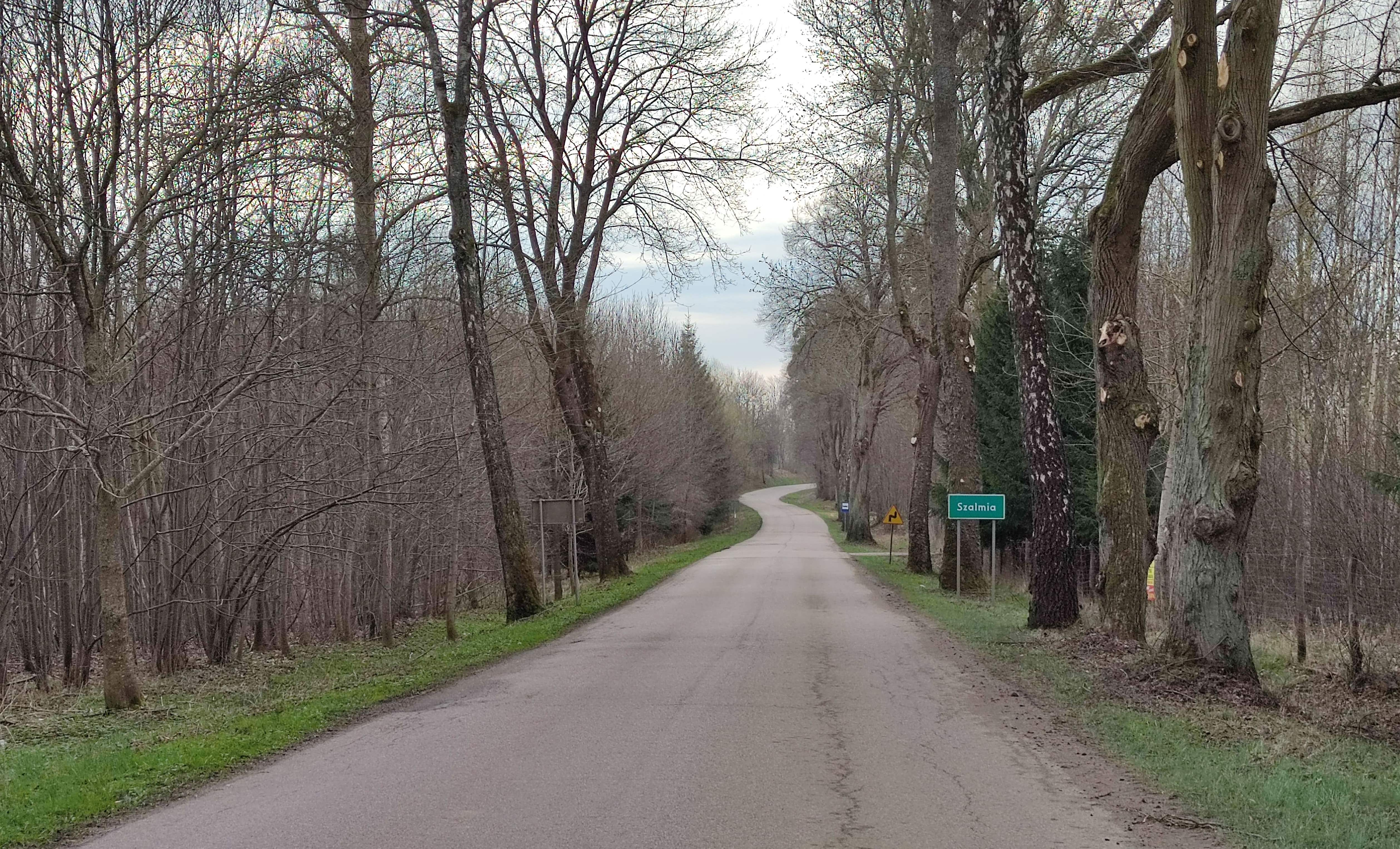
Ortseinfahrt Szalmia

## Geographische Lage
Das Dorf liegt in der historischen Region Ostpreußen, in Ermland, rechts der Passarge, etwa 37 Kilometer ostnordöstlich der Stadt Elbląg (Elbing), zehn Kilometer südsüdöstlich der Stadt Braniewo (Braunsberg) und fünf Kilometer nordwestlich des Dorfs Płoskinia (Plaßwich).

## Geschichte

### Ortsgeschichte

Skizze der Lage des Kirchdorfs an der Passarge um etwa 1909

Dorfkirche St. Georg, nach den 1904–1907 durchgeführten Restaurierungsarbeiten, 1945 zerstört und nicht wieder aufgebaut

Der Ortsname Schalmey ist mit der Kolonisation des Ermlandes im Mittelalter eng verknüpft, die unter der Herrschaft des Deutschen Ordens erfolgte. Am 10. Juli 1289 übereignete Heinrich I. Fleming, Bischof von Ermland, den Unternehmern Albert Fleming und Konrad Wendepfaffe, mit denen er verwandt war, Landflächen im altpreußischen Feld Salmien zum Zweck der Besiedelung. Für den Fall, dass eine Kirche erbaut werde, wurde vorbestimmt, dass dann Albert und Konrad sowie auch Johannes Fleming, der hier offenbar ebenfalls begütert worden war, und deren Erben das Kirchenpatronat sowie das Recht, den Pfarrer zu nominieren, gemeinschaftlich ausüben sollten. Albert hatte den mittleren Teil Salmiens erhalten, wo zunächst das Gutsdorf Salmia oder Schalmia entstand. Bereits 1290 bzw. 1301 wird Schalmey als Ort erwähnt und am 8. April 1330 in der Handfeste von Grunenberg dann als villa, Dorf, bezeichnet. Nur etwa zwei Menschenalter hindurch blieb Schalmey im Besitz der Nachkommen Alberts. Durch Gütertausch kam das Dorf an den bischöflichen Stuhl zurück und wurde fortan von diesem als Zinsgut vergeben. 1388 war Rutcher Bornemann der Gutsherr, der das Gut mit Hilfe einheimischer Bauern bewirtschafte.
Im Jahr 1785 wird Schalmey als ein königliches Amtsdorf mit einer Kirche und 16 Feuerstellen (Haushaltungen) bezeichnet.
Bis 1945 gehörte das Dorf Schalmey zum Kreis Braunsberg im Regierungsbezirk Königsberg im Gau Ostpreußen des Deutschen Reichs.
Gegen Ende des Zweiten Weltkriegs wurde die Region im Frühjahr 1945 von der Roten Armee besetzt. Nach Beendigung der Kampfhandlungen wurde Schalmey zusammen mit der gesamten südlichen Hälfte Ostpreußens von der Sowjetunion der Volksrepublik Polen zur Verwaltung überlassen. Der Ortsname wurde zu ‚Szalmia‘ polonisiert. In der Folgezeit wurde die einheimische Bevölkerung von der polnischen Administration aus dem Kreisgebiet vertrieben.
Von 1975 bis 1998 gehörte das Dorf zur Woiwodschaft Elbląg.

### Demographie
| Jahr | Einwohner | Anmerkungen                                                               |
| ---- | --------- | ------------------------------------------------------------------------- |
| 1782 | –         | königliches Amtsdorf mit einer Kirche und 16 Feuerstellen (Haushaltungen) |
| 1818 | 115       | königliches Bauerndorf                                                    |
| 1852 | 163       | Dorf                                                                      |
| 1858 | 176       | sämtlich Katholiken, in elf Wohngebäuden                                  |
| 1864 | 164       | am 3. Dezember                                                            |
| 1867 | 165       | am 3. Dezember                                                            |
| 1871 | 157       | am 1. Dezember, sämtlich Katholiken                                       |
| 1885 | 167       | am 1. Dezember, davon 166 Katholiken und eine evangelische Person         |
| 1910 | 178       | am 1. Dezember                                                            |
| 1933 | 328       | [ 18 ]                                                                    |
| 1939 | 326       | [ 18 ]                                                                    |

### Amtsbezirk Schalmey (1874–1945)
Schalmey war von 1874 bis 1945 Amtsdorf und damit namensgebend für einen Amtsbezirk im ostpreußischen Kreis Braunsberg, in den zu Anfang 13 Orte eingegliedert waren:
| Deutscher Name | Polnischer Name | Anmerkungen                          |
| -------------- | --------------- | ------------------------------------ |
| Anticken       | Antyki          | 1928 nach Mertensdorf eingemeindet   |
| Blieshöfen     | Bliżewo         | 1928 nach Schöndamerau eingemeindet  |
| Groß Maulen    | Muły            | 1928 nach Schalmey eingemeindet      |
| Grunenfeld     | Gronkowo        |                                      |
| Hirschfeld     | Jeleniowo       | 1928 nach Mertensdorf eingemeindet   |
| Klein Maulen   | Mułki           | 1928 nach Schöndamerau eingemeindet  |
| Klopchen       | Chłopki         | 1928 nach Schwillgarben eingemeindet |
| Knobloch       | Czosnowo        | 1928 nach Schalmey eingemeindet      |
| Lunau          | Łunowo          | 1928 nach Schalmey eingemeindet      |
| Mertensdorf    | Marcinkowo      |                                      |
| Schalmey       | Szalmia         |                                      |
| Schöndamerau   | Dąbrowa         |                                      |
| Schwillgarben  | Brzeszczyny     |                                      |

Aufgrund struktureller Veränderungen bildeten 1945 lediglich noch die Orte Grunenberg, Mertensdorf, Schalmey, Schöndamerau und Schwillgarben den Amtsbezirk.

## Kirche
Die Geschichte des Kirchspiels und der Kirche Schalmey ist bis 1910 gut dokumentiert. Die römisch-katholische Dorfkirche, die dem hl. Georg geweiht war, wurde vermutlich in den dreißiger Jahren des 14. Jahrhunderts errichtet. Sie wurde 1343 dem Kollegiatstift zu Glottau bei Guttstadt zugeordnet, weshalb das Domkapitel zu Guttstadt das Patronatsrecht ausübte, einschließlich des Rechts, den Pfarrer zu präsentieren.
Die Namen der Pfarrer lassen sich bis 1343 zurückverfolgen.

Ehemalige katholische Dorfkirche St. Georg in Schalmey
Kirche St. Georg um ca. 1895[20]
Innenraum um ca. 1909[3]
Taufbecken aus Gotländer Kalkstein, mit Zinnschüssel darin,[20] erstmals 1609 erwähnt[3]
Altarblatt[20]
Deckenbemalung des Innenraums (nach einem Aquarell von Kurt Matern)[3]

Architektonische Zeichnungen anlässlich der Restaurierungsarbeiten 1904–1907; in der Grundriss-Zeichnung oben im Bild ist die Schnittlinie angegeben, der der rechts im Bild gezeigte vertikale Querschnitt des Kirchengebäudes entspricht

Das Gebäude hatte früher einen Turm ganz aus Holz. Als dieser baufällig geworden war, ersetzte man ihn an der Südseite durch einen hölzernen Turm mit einem massiven Unterbau aus Backsteinen. Wegen Platzmangels wurde 1892 die Vorhalle an der Westseite ausgebaut. Die bemalte Decke des Innenraums war in 140 Felder mit teils figürlichen Darstellungen aufgeteilt und enthielt die Jahresangabe 1647. Im Zeitraum 1904–1907 wurden unter Leitung des Königsberger Architekten Heitmann durchgreifende Restaurierungsarbeiten durchgeführt; als Kunstmaler war der Kirchenmaler Olbers aus Hannover tätig.
Das Kirchengebäude wurde 1945 zerstört und später nicht wieder aufgebaut.
Die evangelischen Einwohner Schalmeys waren bis 1945 in die evangelische Kirche Braunsberg in der Kirchenprovinz Ostpreußen der Kirche der Altpreußischen Union eingegliedert. Szalmia gehört jetzt zur Diözese Masuren der Evangelisch-Augsburgischen Kirche in Polen.

## Verkehr
Die etwa sieben Kilometer südwestlich gelegene Ortschaft Chruściel (Tiedmannsdorf) hat einen Bahnhof an der nurmehr im Güterverkehr betriebenen Bahnstrecke Malbork–Braniewo (Marienburg – Braunsberg).

## Persönlichkeiten
- Eduard Gehrmann SVD (1888–1960), deutscher Ordenspriester und Mitarbeiter von Eugenio Pacelli, in Schalmey geboren